# Centrumfilm
AB Centrumfilm (1942-1948) var ett svenskt produktionsbolag från Stockholm. Delägare var bröderna Friberg samt Carl Florman.

## Filmproduktioner
| Filmer producerade av Centrumfilm | Filmer producerade av Centrumfilm | Filmer producerade av Centrumfilm | Filmer producerade av Centrumfilm |
| År                                | Titel                             | Regissör                          | Utgiven på DVD                    |
| --------------------------------- | --------------------------------- | --------------------------------- | --------------------------------- |
| 1942                              | Farliga vägar                     | Anders Henrikson                  |                                   |
| 1942                              | Ungdom i bojor                    | Anders Henrikson                  |                                   |
| 1943                              | Herr Collins äventyr              | Anders Henrikson                  |                                   |
| 1946                              | Stiliga Augusta                   | Elof Ahrle                        |                                   |
| 1947                              | Bruden kom genom taket            | Bengt Palm                        |                                   |
| 1947                              | Nattvaktens hustru                | Bengt Palm                        |                                   |
| 1948                              | Synd                              | Arnold Sjöstrand                  |                                   |